# ゼイビア・ブラウン
ゼイビア・ブラウン（Xavier Enchomo Brown、1983年2月21日 ‐ ）は、ジャマイカの元陸上競技選手。専門は短距離走。2006年中央アメリカ・カリブ海競技大会男子200mの金メダリストである。

## 経歴
2006年7月にカルタヘナで開催された中央アメリカ・カリブ海競技大会に出場すると、男子200m決勝を20秒74（+1.1）で制し、この種目では1954年大会のLeslie Laing以来となるジャマイカ人金メダリストとなった。男子4×100mリレーでは決勝で2走を務め（予選はアンカー）、39秒45をマークしての銅メダル獲得に貢献した。

## 自己ベスト
記録欄の（　）内の数字は風速（m/s）で、+は追い風、-は向かい風を意味する。
| 種目 | 記録           | 年月日        | 場所                 | 備考           |
| 屋外 | 屋外           | 屋外          | 屋外                 | 屋外           |
| ---- | -------------- | ------------- | -------------------- | -------------- |
| 100m | 10秒34 (-1.6)  | 2006年6月4日  | スパニッシュ・タウン |                |
| 100m | 10秒26w (+3.2) | 2005年7月20日 | ヘント               | 追い風参考記録 |
| 200m | 20秒48 (+1.7)  | 2008年6月29日 | キングストン         |                |
| 400m | 47秒11         | 2006年1月29日 | キングストン         |                |

## 主要大会成績
| 年   | 大会                                | 場所             | 種目    | 結果   | 記録          | 備考 |
| ---- | ----------------------------------- | ---------------- | ------- | ------ | ------------- | ---- |
| 2004 | 北中米カリブU23選手権 (en)          | シェルブルック   | 100m    | 予選   | 10秒64 (0.0)  |      |
| 2006 | 中央アメリカ・カリブ海競技大会 (en) | カルタヘナ       | 200m    | 優勝   | 20秒74 (+1.1) |      |
| 2006 | 中央アメリカ・カリブ海競技大会 (en) | カルタヘナ       | 4x100mR | 3位    | 39秒45 (2走)  |      |
| 2007 | パンアメリカン競技大会 (en)         | リオデジャネイロ | 100m    | 準決勝 | 10秒61 (-0.5) |      |
| 2007 | パンアメリカン競技大会 (en)         | リオデジャネイロ | 200m    | 予選   | 21秒38 (+0.5) |      |
| 2008 | 中央アメリカ・カリブ選手権 (en)     | カリ             | 200m    | 6位    | 20秒88 (+0.5) |      |